# Arctocephalus
Arctocephalus és un gènere de pinnípedes (foques).

## Taxonomia
- SUBORDRE PINNIPEDIA
- Família Otariidae
  - Gènere Callorhinus
    - Callorhinus ursinus

  - Gènere Arctocephalus
    - Arctocephalus gazella
    - Arctocephalus townsendi
    - Arctocephalus philippii
    - Arctocephalus galapagoensis
    - Arctocephalus pusillus
    - Arctocephalus forsteri
    - Arctocephalus tropicalis
    - Arctocephalus australis
- Família Phocidae: foques autèntiques
- Família Odobenidae: morses